# Ты, я и конец света
Ты, я и конец света (Ты, я и апокалипсис; англ. You, Me and the Apocalypse) — британо-американский телесериал, комедия-драма. Первый сезон из 10 серий был показан в Великобритании на Sky 1 осенью 2015 года, NBC начал показ в США 28 января 2016 года. Сериал закрыт после первого сезона 13 мая 2016 года..

## Сюжет
Становится известно, что через месяц крупный метеорит ударит по планете, уничтожив человечество. В разразившемся хаосе несколько групп людей из разных стран начинают свой путь к спасительному бункеру в Слау, принадлежащему злодейке, через которую они связаны семейными узами.

## Персонажи
- Джейми Уинтон (Мэтью Бейнтон) — банковский клерк из Слау, у которого когда-то в медовый месяц пропала жена. Незадолго до падения метеорита он узнает, что является приёмным сыном, а его жена связана с его близнецом.
- Пола Уинтон (Полин Куирк) — приёмная мать Джейми.
- Дэйв (Джоэл Фрай) — лучший друг Джейми.
- Ариэль Конрой (Мэтью Бейнтон) — злобный брат-близнец Джейми, хакер из коммуны хиппи, одержимый местью брату и выживанием.
- Лэйла (Карла Кроум) — бывшая подруга Ариэля и исчезнувшая жена Джейми.
- Фрэнки (Грейс Тейлор) — дочь Лэйлы и Джейми.
- Отец Джуд (Роб Лоу) — ватиканский священник, адвокат дьявола, отправившийся на проверку множества новых мессий в преддверии апокалипсиса.
- Сестра Селин (Гая Скоделларо) — итальянская монахиня, присланная в помощь отцу Джуду.
- Ронда Макнил (Дженна Фишер) — американский библиотекарь, отправившаяся в тюрьму, когда взяла на себя вину сына-подростка, взломавшего правительственный сайт.
- Лиэнн (Меган Маллалли) — белая расистка, лидер нацистов в тюрьме Ронды, сбегающая вместе с ней.
- Скотти (Кайл Соллер) — брат-близнец Ронды, главный специалист по планетарной угрозе при правительстве США.
- Арнольд Гейнс (Патерсон Джозеф) — вашингтонский генерал, тайный муж Скотти и главный офицер по планетарной угрозе.
- Саттон (Дайана Ригг) — скрывающаяся от закона убийца-миллионер, мать и бабушка нескольких персонажей.

## Отзывы
Большинство рецензий дебютного сезона были положительными, кроме юмора отмечаются непредсказуемые повороты сюжета.